# Kreuzkapelle (Büren)

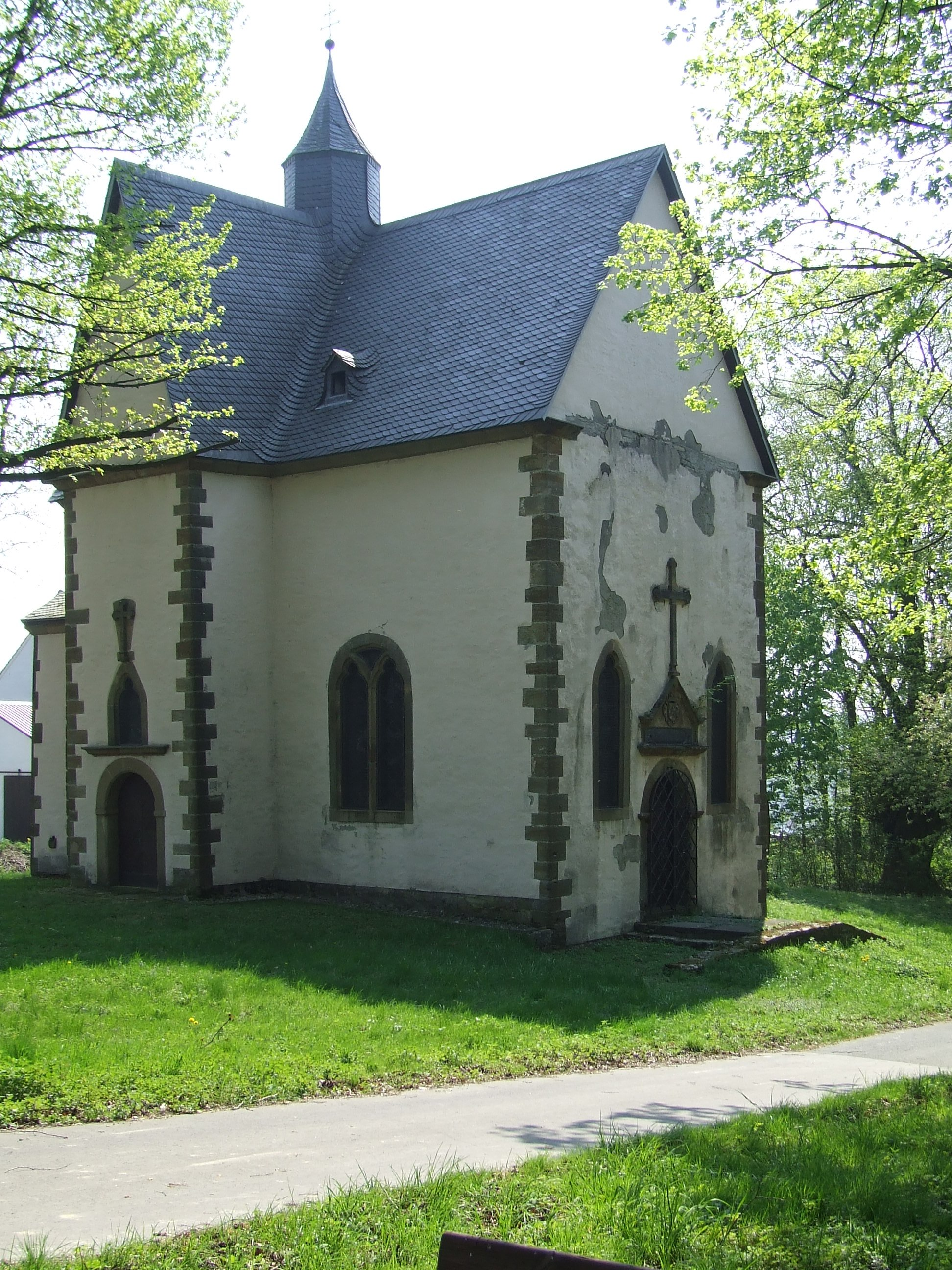
Kapelle Heiliges Kreuz (Büren)

Die römisch-katholische, denkmalgeschützte Kreuzkapelle (auch Kalvarienkapelle) steht auf dem „Kapellenberg“ in Büren, einer Mittelstadt im Kreis Paderborn von Nordrhein-Westfalen.
Die Kapelle ist Filialkirche der Pfarrkirche St. Nikolaus und gehört zum Pastoralverbund Büren des Dekanats Büren Delbrück im Erzbistum Paderborn.

## Geschichte
Ein Vorgängerbau der Kapelle soll der Legende nach von einem der Edelherren von Büren nach überstandenem Kreuzzug zur Verehrung des heiligen Kreuzes erbaut worden sein. Nach einer Unterbrechung infolge der Reformation belebten die Jesuiten im Zuge der Gegenreformation den Brauch im 17. Jahrhundert wieder. Bei den regelmäßigen Prozessionen zur Kapelle auf dem „Kalvarienberg“, wie der heutige Kapellenberg früher genannt wurde, wurde bis 1882 ein silbernes Kreuz mit Partikeln des heiligen Kreuzes mitgeführt. Bisd heute findet jährlich am Vormittag des Karfreitags eine Kreuzprozession den Kapellenberg hinauf statt.

## Beschreibung des Gebäudes
Die Kapelle aus verputzten Bruchsteinen mit Ecksteinen ließ laut einer Inschrift 1655 Freiherr Moritz von Büren erbauen, zunächst als Saalkirche mit einem eingezogenen, polygonal geschlossenen Chor im Osten. Bis 1671 wurde sie durch Einfügen eines kurzen Querschiffes zur Kreuzkirche erweitert, die in der Vierung mit einem achteckigen Dachreiter gekrönt wird. Der Innenraum des Langhauses ist mit einem Kreuzgratgewölbe überspannt, die der kurzen Querarme mit Tonnengewölben.